# چیز زیبا (فیلم)
چیز زیبا (به انگلیسی: Beautiful Thing) فیلمی محصول سال ۱۹۹۶ و به کارگردانی هتی مکدونالد است. در این فیلم بازیگرانی همچون لیندا هنری، گلن بری، اسکات نیال، تامکا امپسون، بن دنیلز، میرا سایال و جان بنفیلد ایفای نقش کرده‌اند.